# いしかわかずはる
いしかわ かずはる（1977年（昭和52年） - ）は、日本の現代美術家。奈良県生まれ。多摩美術大学美術学部絵画学科油画専攻卒業。
村上隆主催のGEISAI#9で銅賞を受賞。毛糸や糸を用いてキャンバスやガラス窓、外壁などに作品を制作する。主な作品に香川県・直島のいしかわかずはる作品群など。
2012年、アニエスb.ART FACADE PROJECTではアニエスb.青山店のショーウインドーで作品を発表した。また、K-popスター・クリシャ・チュのファーストミニアルバム「Dream of Paradise」にアート作品を提供した。

## 受賞歴
- 2006年 - GEISAI#9 銅賞
- 2009年 - 広島市現代美術館 ゲンビどこでも企画公募2009] 特別審査員賞、アンガールズ賞